# Peder Cappelen Egeberg
Peder Cappelen Egeberg (Christiania, 1 november 1810 – aldaar, 8 juli 1874) was een Noors militair en koopman.
Peder Cappelen Egeberg werd als zevende kind geboren binnen het huwelijk van houthandelaar Westye Egeberg en Anna Sophie Muus. Hij raakte al vroeg betrokken bij de cavalerie van het Noorse leger. Hij wilde daar al sinds zijn twaalfde naartoe. Hij volgde een militaire academie en werd op 29 november 1828, op zijn achttiende, luitenant. Zijn militaire carrière bracht hem tot Trondheim, Stockholm en Saumur in Frankrijk. Hij vocht mee in de oorlog om Skåne. Hij zette zijn militaire loopbaan in Trondheim voort.  In 1852 nam hij ontslag uit dienst en ging werken bij het bedrijf van zijn vader, dat toen bestuurd werd door Peder Cappelens broer Westye Martinus Egeberg. Vanaf die tijd zat hij in diverse besturen van plaatselijke bedrijfsverenigingen, maar vergat zijn "oude" functie niet. Hij schonk diverse keren geld ter ondersteuning van cavalerie-officieren.
Hij trouwde op 22 november 1837 met Hanna Wilhelmine Scheel (Moss, 3 december 1813 – Oslo 29 december 1874). Zij was dochter van vice-consul en scheepsreder Christian Fredrik Scheel en Sophie Cathrine Hesselberg. Ze was tevens de zuster van Louise Christiane Scheel, de vrouw van Peder Cappelens broer Andreas Schaft Egeberg. Het echtpaar kreeg vijf kinderen:
- Augusta Egeberg (1838-1916), trouwde met Fredrik Gjertsen
- Sophia Alexia Egeberg (1840-1840)
- Ferdinand Julian Egeberg (1842-1921), volgde in vaders voetsporen
- Anette Louise Henriette Egeberg (1847-1870) ongehuwd
- Einar Westye Egeberg (1851-1940), volgde in vaders voetsporen